# Une femme dans la rue
Cet article possède un paronyme, voir Femme de la rue.
Pour plus de détails, voir Fiche technique et Distribution.
Une femme dans la rue (The Girl from 10th Avenue) est un film américain réalisé par Alfred E. Green, sorti en 1935.

## Fiche technique
- Titre : Une femme dans la rue
- Titre original : The Girl from 10th Avenue
- Réalisation : Alfred E. Green
- Scénario : Charles Kenyon d'après la pièce Outcast de Hubert Henry Davies
- Production : Henry Blanke et Robert Lord (non crédités)
- Société de production : First National Pictures
- Société de distribution : Warner Bros. Pictures
- Musique : Heinz Roemheld
- Photographie : James Van Trees
- Montage : Owen Marks
- Direction artistique : John Hughes
- Costumes : Orry-Kelly
- Pays d'origine : États-Unis
- Langue : anglais
- Format : Noir et blanc - Son : Mono
- Genre : Drame
- Durée : 69 minutes
- Date de sortie :
  - États-Unis : 26 mai 1935 première

## Distribution
- Bette Davis : Miriam A. Brady
- Ian Hunter : Geoffrey D. 'Geoff' Sherwood
- Colin Clive : John Marland
- Alison Skipworth : Mme Martin
- John Eldredge : Hugh Brown
- Phillip Reed : Tony Hewlett
- Katharine Alexander : Valentine French Marland
- Helen Jerome Eddy : Miss Mansfield
- Bill Elliott : James, employé de bureau dans le club du collège
- Edward McWade : Employé de bureau
- Adrian Rosley : Marcel, propriétaire de restaurant
- André Cheron : Max, maître d'hôtel au Waldorf